# Medetera nigripes
Medetera nigripes är en tvåvingeart som beskrevs av Friedrich Hermann Loew 1861. Medetera nigripes ingår i släktet Medetera och familjen styltflugor. Inga underarter finns listade i Catalogue of Life.